# Favola di Venezia
Favola di Venezia (o Sirat al Bunduqiyyah) è una storia a fumetti di Corto Maltese, scritta e disegnata da Hugo Pratt nel 1977.
È la 25ª avventura (in ordine cronologico, 24ª in ordine di pubblicazione) di Corto Maltese. La storia è ambientata a Venezia tra il 10 e il 25 aprile 1921.

## Storia editoriale
È stata pubblicata per la prima volta, a puntate (8 strisce a settimana), sul settimanale L'Europeo dal n. 21/22 (3 giugno 1977) al n. 51 (23 dicembre 1977); i colori erano di Mariolina Pasqualini, mentre Pratt venne assistito da Guido Fuga per i disegni architettonici. 
Due anni più tardi fu edita in un unico volume dall'editore Milano Libri, con il solo titolo Sirat Al Bunduqiyyah, in formato orizzontale, e, nel 1984, riedita in formato quadrato, arricchito da un'introduzione dello stesso Pratt e da due articoli sulla massoneria. 
Nel 1997 viene ripubblicata da Lizard Edizioni nella collana Bibliothèque, in edizione integrale e definitiva, con una nuova colorazione di Patrizia Zanotti; l'introduzione della versione integrale è stata redatta da Luca Raffaelli.

## Trama
(Corto Maltese)
Corto Maltese, incuriosito da un indovinello inviato per lettera dall'amico Baron Corvo (pseudonimo dello scrittore inglese Frederick Rolfe), si reca a Venezia alla ricerca della clavicola di Salomone, un talismano magico che presenta misteriose incisioni. A tale scopo si avvale dell'aiuto dell'amica veneziana "Gambetta d'argento" e del figlio di lei, Boeke. L'avventura comincia con un inseguimento per i tetti di Venezia, quando Corto Maltese cade da un lucernario e a quel punto il registro della narrazione subisce un cambiamento divenendo quasi onirico. Il protagonista piomba in una riunione della Gran Loggia Massonica d'Italia, tiene un discorso assurdo con uno dei suoi componenti e conoscerà il mite quanto misterioso Bepi Faliero.
Nel corso della notte, insieme a Faliero, si ritroverà in uno scontro con un gruppo di fascisti tra cui il bellicoso Stevani, ed incontrerà i personaggi più singolari e inaspettati, dal poeta Gabriele D'Annunzio alla filosofa neoplatonica di Venezia, Hipazia.
Tra ricerche e misteri Corto sarà accusato di tentato omicidio e rischierà più volte la vita. Nel frattempo apprenderà la storia del talismano che, passando di mano in mano, si trova nascosto in una corte di Venezia.

## Ambientazione e riferimenti
La storia si svolge prevalentemente di notte e ha un tenore onirico in equilibrio tra sogno e realtà. Vi è una gestione narrativa insolita che riesce a rappresentare un viaggio di iniziazione con toni piuttosto mistici. Anche i disegni concorrono a questa intenzione, soprattutto nella variazione dei rapporti dimensionali.
Oltre ad altri riferimenti all'immaginario mediorientale, nel fumetto compare anche il titolo in arabo della storia: Sirat Al Bunduqiyyah. Per il personaggio di Hipazia si ispira alla cantante veneziana Patty Pravo, mettendole però il naso della redattrice di Linus Stefania Rumor.
La raffigurazione della loggia massonica e dei paramenti dei Fratelli in essa presenti è particolarmente verosimile, tranne che per alcuni dettagli. Pratt effettivamente fece parte della Gran Loggia d'Italia degli ALAM, dove fu iniziato alla Loggia "Hermes" all'Oriente di Venezia nel 1976, e nella quale rimase almeno fino alla fine degli anni ottanta.

## Personaggi
- Corto Maltese
- Rasputin
- Bepi Faliero
- Stevani
- Hipazia (ispirata alla figura di Ipazia)
- Teone (padre di Hipazia, ispirato alla figura di Teone di Alessandria)
- Melchisedech
- Gambetta d'Argento
- Böeke
- Louise Brookszowyc, ispirato a Valentina come omaggio al suo creatore Guido Crepax. A sua volta Valentina è ispirata all'attrice statunitense Louise Brooks.

Nel fumetto appaiono due personaggi storici:
- il poeta italiano Gabriele D'Annunzio
- lo scrittore inglese Frederick Rolfe, detto il Baron Corvo (che però era morto nel 1913, otto anni prima dell'ambientazione del racconto).

Alcuni personaggi massonici hanno nomi che richiamano quelli di massoni realmente conosciuti da Hugo Pratt. In particolare, il nome del "Fratello Svedesin" è chiaramente ispirato a Luigi Danesin, veneziano, che sarà poi Gran Maestro della Gran Loggia d'Italia dal 2001 al 2007.